# エルクロス
エルクロス（Lunar Crater Observation and Sensing Satellite、LCROSS）は、アメリカ航空宇宙局の無人探査機である。エルクロスのミッションの主目的は、月の極地方にある永久影のクレーターに、氷が存在することを確かめることである。月の南極地方のカベウスクレーターで、水の発見に成功した。

## 概要
エルクロスは、アメリカ合衆国の10年以上ぶりの月ミッションである無人月探査計画の一環として、ルナー・リコネサンス・オービター（LRO）とともに2009年6月18日に打ち上げられた。エルクロスとLROは、NASAの月帰還計画の先陣となるもので、月の植民に対するアメリカ合衆国政府の決定に影響を与えることが期待された。
エルクロスは、カベウスクレーターと衝突した際の塵のデータを収集し、地球に送信するように設計された。
上段ロケットセントールの重量は2249kgで、時速10000kmの速さで月面に衝突した。
エルクロスは8月22日に故障に見舞われ、半分の燃料を失い、燃料の余裕がほとんどなくなった。
セントールは、2009年10月9日11時31分（UTC）に無事に月面に衝突した。エルクロスはセントールの衝突によって舞い上がった塵を観測しながら降下し、データを収集、送信して6分後の11時37分（UTC）に月面に衝突した。

## ミッション

エルクロスの軌道

エルクロスは、早期着工可能な低コストのミッションとして、LROに付随して実施された。NASAが、LROの打上げをデルタIIロケットからより大きいものに変更すると、エルクロスのペイロードが追加された。これは19個の他の候補から選ばれたものだった。エルクロスのミッションは、ジャーナリストのウォルター・クロンカイトに捧げられた。
エルクロスはLROとともに、2009年6月18日21時32分（UTC）に、フロリダ州ケープカナベラル空軍基地から、アトラスVロケットによって打ち上げられた。打上げ4日半後の6月23日にエルクロスとセントールは、月スイングバイに成功し、月の極に衝突する体制に立て直すため、37日間の極軌道に入った。
2009年8月22日早朝、エルクロスはセンサーの問題による異常を検知し、残存の半分以上に当たる140kgの燃料を失った。
月を約3周回った後、2009年10月9日11時31分にセントールが先に月に衝突し、その数分後にエルクロス本体も衝突した。当初はカベウスAが目的地点だと公表されたが、後にカベウスクレーターに訂正された。
エルクロスとセントールは、最終的に月に向かう途中の2009年10月8日21時50分（EDT）に分離した。セントールは先に衝突して月の表面に塵を巻き上げ、その4分後、エルクロスが塵の中を通り抜けてデータを地球に送信した後、月面に衝突し、2度目の塵を巻き上げた。衝突速度は時速9000kmと計画されていたが、後の計算によると10000kmを超えていたことが分かった。
セントールの衝突により、350トン以上の塵が巻き上げられ、直径約20m、深さ約4mのクレーターができると見積もられた。エルクロスの衝突は150トンの塵を巻き上げ、直径14m、深さ約2mのクレーターを作るように計画された。この衝突によって生成される塵の雲の高度は10km以下になると推測される。
舞い上がった塵のスペクトル分析をすることで、クレメンタインとルナ・プロスペクターによって存在が示唆された永久影領域の氷の存在が確実になることが期待された。また、塵は口径25cmから30cm程度のアマチュア用望遠鏡でも観測できることが期待されたが、結局アマチュア用の望遠鏡では何も見られず、ヘール望遠鏡の様な補償光学を備えた世界最大級の望遠鏡を使っても、舞い上がった塵は全く観測できなかった。塵は現在も上がり続けているが、地球から観測できるほど高くは上がらなかった。2つの衝突は地上の他の天文台やハッブル宇宙望遠鏡でも観測が試みられた。
エルクロスが水を発見したか否かは、アメリカ合衆国政府が月面基地の建設を推進するか否かに大きく関わってくる。2009年11月13日、NASAは、セントールの衝突後、水の存在の証拠が得られたと発表した。

## 宇宙船

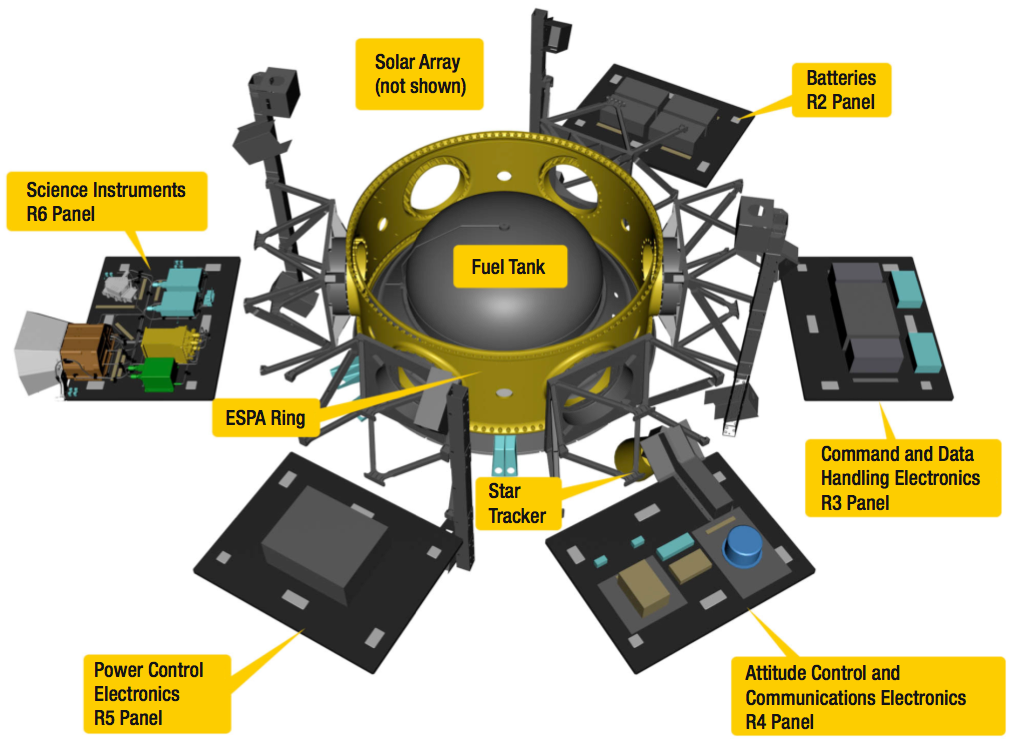
エルクロス

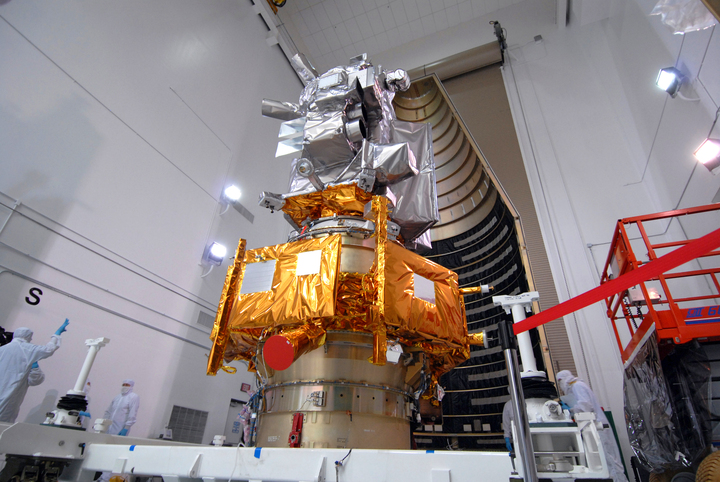
LRO（上段の銀色）とエルクロス（下段）

エルクロスは、エヴォーブド・エクスペンダブル・ローンチ・ビーグルの二次ペイロードアダプターにペイロード、コマンドシステム、コントロールシステム、通信装置、バッテリー、太陽電池の6つのパネルをつけ、上段のセントールにLROが、リング内に一液式ロケットが取り付けられたものである。また2つのS帯全方向性アンテナ等も取り付けられている。スケジュール、質量、予算の厳しい制約は、開発にNASAのエイムズ研究センターとノースロップ・グラマンにとって難しい課題だったが、彼らの独創性によってリング等ESPAの構成部品を上手く利用する方法が考案された。通常、エルクロスのリングは6つの展開衛星を保持するが、エルクロスの場合は衛星の骨格になった。またエルクロスは商業的に手に入る部品やLRO等のために開発された既存の部品も多く組み合わせて使っている。
エルクロスは、NASAのエイムズ研究センターが運営し、ノースロップ・グラマンが製造した。最初のデザインは2006年9月8日に完成し、2007年2月2日にMission Confirmation Review、2月22日にCritical Design Reviewを経た。組み立て及び試験が終わると、2008年1月14日にペイロードがEcliptic Enterprises Corporationからノースロップ・グラマンに運ばれ、宇宙船に積まれた。2009年2月12日に最終的なレビューを通過した。

### 観測装置
エルクロスのペイロードは、9個の観測装置から構成されている。1つの可視光カメラ、2つの近赤外線カメラ、2つの赤外線カメラ、それに1つの可視光分光計、2つの近赤外線分光計、1つの光度計である。データ処理ユニットがそれぞれの計器から情報を集め、コントロールユニットに送信する。スケジュールと予算の制約のため、それぞれの装置は市販のものだが、宇宙で使えるように改良が施され、発射や飛行を再現した試験にもクリアした。

## 結果
衝突で生じた塵は、当初の予定通りには観測できなかった。プロジェクトマネージャーのダン・アンドリュースは、衝突前のシミュレーションが過大評価していたためであったと推測している。データ処理速度の問題で露出が足りず、可視光分光計では塵の像は得られなかったため、解像度を上げる処理をする必要があった。赤外線カメラでも衝突の瞬間の温度の像が捉えられた。

### 水の存在
2009年11月13日、NASAはエルクロスの衝突によって月に水が存在する複数の証拠が得られたと発表した。水やその他の物質の存在量や分布を調べるには、さらなる分析が必要である。水が日光で分解されて生じるヒドロキシル基を意味する紫外線のスペクトルがもう1つの証拠となった。ロバート・ズブリンは発見された水の量について、「衝突によってできたクレーターは1000万kgのレゴリスに相当し、この中には100kgの水が含まれると推定される。これは10ppmにあたり、地球で最も乾燥している砂漠の土壌に含まれる水の割合よりも少ない。対照的に、火星には重量比60%の水を含む大陸サイズの領域が見つかっている」と語っている。

## ギャラリー

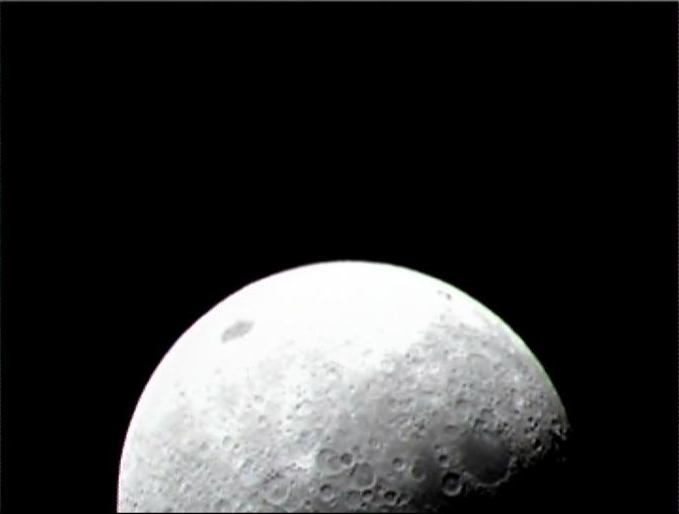
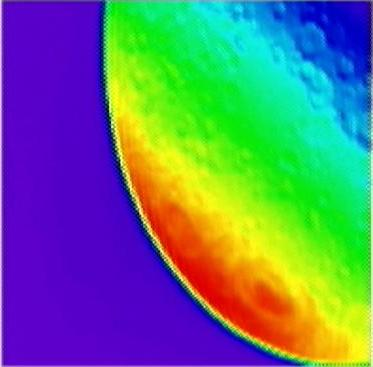
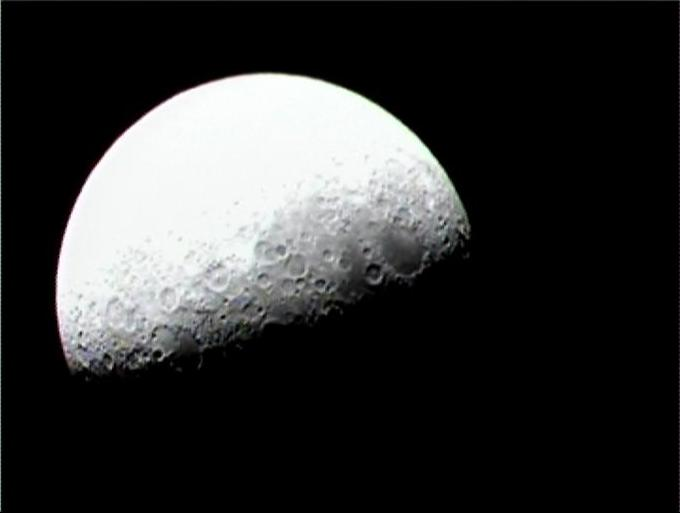

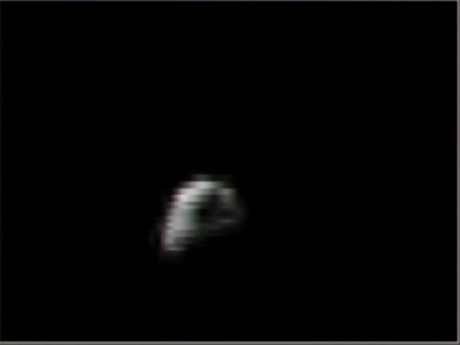
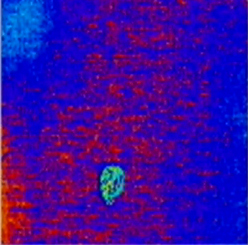

エルクロスが撮影した月の画像(2009年6月23日)
エルクロスから分離したセントールの画像(2009年10月9日)
セントールとエルクロスの月面衝突画像 (2009年10月9日)

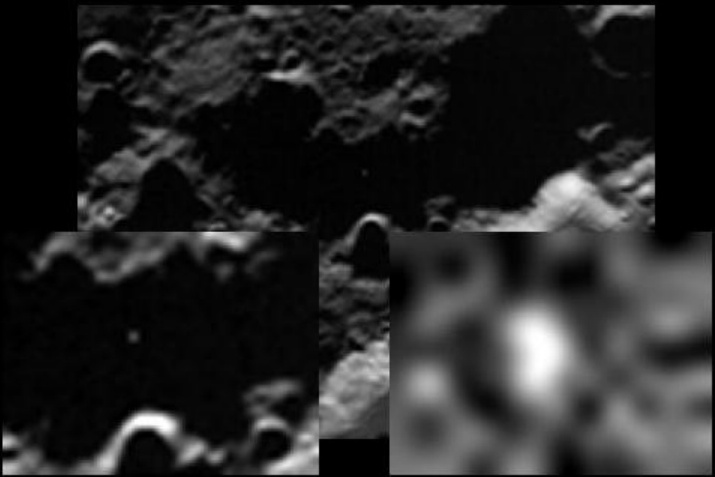
セントールが衝突した瞬間のエルクロスからの写真
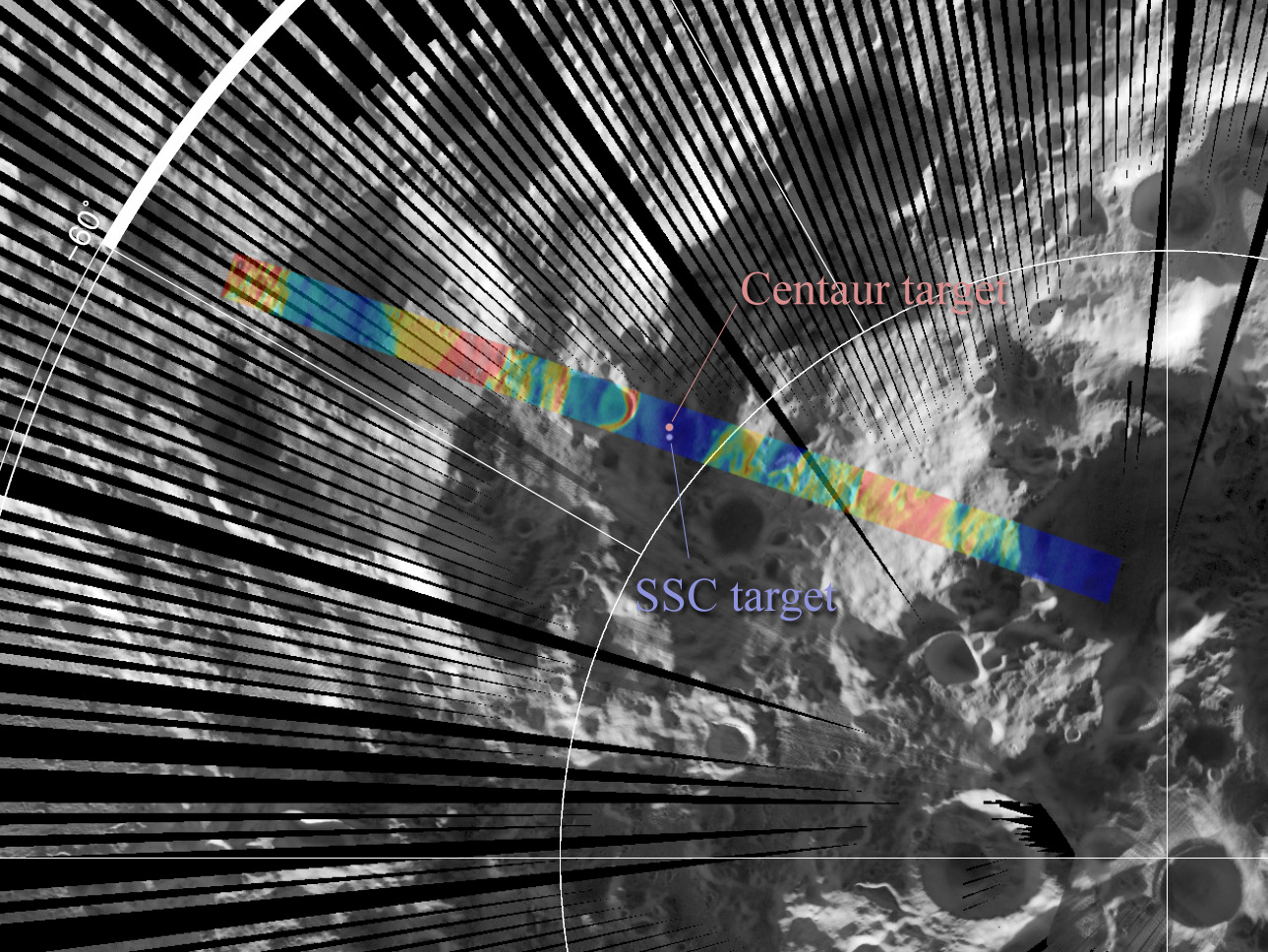
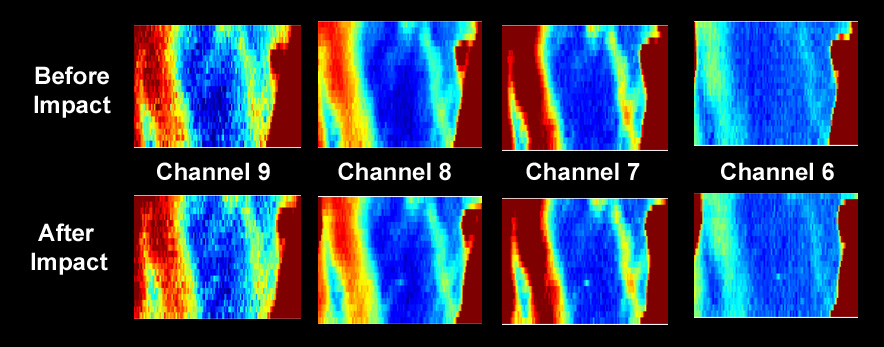